# Signal de Randon
Der Signal de Randon ist der höchste Gipfel (1551 m) der Monts de la Margeride im französischen Zentralmassiv im Département Lozère.